# Zmiana słownikowa
Zmiana słownikowa – zmiana w systemie semantycznym danego języka.
Zmiany słownikowe występują w dwóch formach:
- wyjścia poszczególnych wyrazów z użycia (np. w języku polskim styskować)
- zmiany znaczenia danego wyrazu (np. piwnica – pierwotnie miejsce przechowywania piwa).